# ? (Fragezeichen) (Lied)
? (Fragezeichen) ist ein Lied der deutschen Popband Nena aus dem Jahr 1984. International erlangte das Lied auch in der englischsprachigen Version ? (Question Mark) größere Bekanntheit.

## Entstehung und Veröffentlichung
Das Lied wurde von den beiden Nena-Band-Mitgliedern Jörn-Uwe Fahrenkrog-Petersen und Nena Kerner geschrieben beziehungsweise komponiert. Für die Produktion zeichneten Reinhold Heil und Manfred Praeker verantwortlich.
Die Erstveröffentlichung von ? (Fragezeichen) erfolgte als Single am 14. November 1983. Diese erschien als 7″-Single mit der B-Seite Ich lieb’ dich. Im Folgemonat, dem 5. Dezember 1983, erschien die gleiche Singleausführung als 12″-Single. Am 27. Januar 1984 erschien das Lied als Teil des zweiten gleichnamigen Studioalbums, dessen erste Singleauskopplung es ist. Im April 1984 erschien die englischsprachige Version ? (Question Mark) auf der Kompilation 99 Luftballons. 2002 nahm die Sängerin Nena eine Soloversion des Liedes für ihr Coveralbum 20 Jahre – Nena feat. Nena auf.
Um das Lied zu bewerben, erfolgte unter anderem ein Liveauftritt in der ZDF-Hitparade am 31. März 1984, wo es auch den ersten Platz erreichte.

## Inhalt
? (Fragezeichen) handelt von dem lyrischen Ich, das unentschlossen ist und sich von anderen, die einem sagen wollen, was das Beste für einen ist, nicht davon abbringen lässt, den eigenen Weg zu gehen, auch wenn es diesen nicht genau kennt. Im Liedtext wird auch die Vergänglichkeit und das Vorübergehen der Zeit und das Bedürfnis von „endloser Liebe“ angesprochen.

## Musikvideo
Das dazugehörige Musikvideo wurde im Mai 2021 offiziell von Nena Kerner auf dem Videoportal YouTube veröffentlicht, wo es bis November 2023 über 635 Tausend Aufrufe zählte.

## Mitwirkende
- Schlagzeug: Rolf Brendel
- Bass: Jürgen Dehmel
- Keyboards: Uwe Fahrenkrog-Petersen
- Gitarre: Carlo Karges
- Gesang: Nena Kerner
- Saxophon: David Sanborn

## Charts und Chartplatzierungen
| ChartsChartplatzierungen | Höchstplatzierung | Wochen/ Monate |
| ------------------------ | ----------------- | -------------- |
| Deutschland (GfK)        | 3 (20 Wo.)        | 20 Wo.         |
| Österreich (Ö3)          | 4 (3½ Mt.)        | 3½ Mt.         |
| Schweiz (IFPI)           | 1 (14 Wo.)        | 14 Wo.         |

| ChartsJahrescharts (1984) | Platzierung |
| ------------------------- | ----------- |
| Deutschland (GfK)         | 24          |
| Österreich (Ö3)           | 21          |
| Schweiz (IFPI)            | 19          |